# ري ميستيريو
ينتري ميستيريو جونير (11 ديسمبر 1974-) (اسمه الحقيقي اوسكار جوتيرريز) مصارع أمريكي   من جذور لاتينية خاله الأسطورة المكسيكي ري ميستيريو سينير. واسم ري ميستيريو في اللاتينية يعني الملك الغامض. وقد ظهر على حلبات عالم المصارعة الحرة مبكرا وهو في عمر 15 عام. يعتبر ري ميستيريو أسطورة فئة الكروزرويت التاريخي حين كان من مؤسسي هذه الفئة في الولايات المتحدة بمنتصف التسعينيات أوسكار جوتيرريز (بالإنجليزية: Oscar Gutierrez)‏ وهو مصارع محترف مشترك في اتحاد المصارعة للمحترفين (بالإنجليزية: WWE)‏.
بدأ حياته المهنية بالمصارعة حيث كان تلميذ عمه المعروف بري ميستريو الأب، وتعلم منه كل فنون المصارعة للوزن الخفيف، وفي عام 1989 عندما كان عمره 15 سنة بدأ مسيرته في تانجانا بالمكسيك حيث مُنع من المصارعة في الولايات المتحدة بسبب عمره الصغير. وصارع باسم Colibri والتي تعني بالإسبانية عصفور الحلبة الطائر. وعندما وصل عمره 18 غير اسمه اقتدائاً بعمه وصار ري ميستريو وأُضيف له Jr. لكي يفرق بين الاثنين والتي تعني ري مسيتريو الابن. حيث انضم عام 1995 إلى اتحاد ECW وهناك حدثت معه عداوة بينه وبين بيكسوس مواطنه واستطاع التغلب عليه وتحقيق أول فوز على الصعيد الأمريكي. وفي نوفمبر عام 1995 وفي ولاية فيلادلفيا بعرض ECW One Night Stand استطاع ري ميستريو أن يفوز على بيكسوس في مباراة عنوانها Mexican Death Match.

## السيرة الذاتية
ظهر ميستريو لأول مرة في المكسيك 30 أبريل 1989 عندما كان في سن الرابعة عشر فقط. وكان يدربه عمه «ميجيل إنجيل لوبيز دياز» المعروف أيضاً بالسيد «ري ميستريو الأب». بدأ المصارعة مبكراً في المكسيك حيث تعلم المصارعة بإسلوب الطيران العالي وكان هذا ما يميزه. كما لديه العديد من أسماء الشهرة مثل «السحلية الخضراء» (بالإسبانية:La Lagartija Verde) و«طائر الطنان» أو «عصفور الحلبة» (بالإسبانية:Colibrí) قبل أن يلقبه عمه بالنجم «ري ميستريو».

## الإنجازات
- بطل WCW للفرق
- بطل WCW للفرق للوزن الثقيل
- بطل WWE ثلاث مرات
- بطل القارات مرتين
- بطل رويال رامبل 2006
- بطل WWE للفرق أربعة مرات ألقاب ري مستريو - مع ايدج (1) وروب فإن دام (1) ووالراحل ايدي جريرو (1) وباتيستا (1)
- لقب الولايات المتحدة ثلاث مرات
- صاحب الرقم القياسي لتحقيق لقب الكروزرويت في اتحادي WWE وWCW برصيد ثمانية مرات

## العودة في 2013
عاد راى ميستريو في بدايات شهر نوفمبر وخاض حوالي 10 مبارايات حتى الآن، وأشهرها كان أمام النجم رومان رينز.

## العودة في 2018
عاد ري ميستريو في مباراة رويال رامبل 30 مصارع بترتيب دخول رقم 27 في 28 يناير 2018 صادماً الجماهير بعد رحيل دام أكثر من 4 سنوات عن اتحاد WWE حتى قام النجم رومان رينز بإقصائه، وكذك في مباراة أعظم رويال رامبل نزل بالترتيب 28 وتم اقصائه بواسطة بارون كوربن.

## البرامج التلفزيونية
- في عام 2014: دبليو دبليو إي سلام سيتي بدور «نفسه»

## وصلات خارجية
- الموقع الرسمي
- صفحة Rey Mysterio على دبليو دبليو إي.كوم
- ري ميستيريو على موقع IMDb (الإنجليزية)
- ري ميستيريو على موقع ميوزك برينز (الإنجليزية)
- ري ميستيريو على موقع إن إن دي بي (الإنجليزية)
- ري ميستيريو على موقع ديسكوغز (الإنجليزية)
- ري ميستيريو على موقع قاعدة بيانات الفيلم (الإنجليزية)